# Defensor de audiencia
La Defensoría de Audiencia es una instancia con la que cuentan los concesionarios que prestan un servicio de radiodifusión encargada de recibir, documentar, procesar y dar seguimiento a las observaciones, quejas, sugerencias, peticiones o señalamientos de las personas que componen la audiencia.  En México desde 2013 esta figura se encuentra reconocida en la Ley  Federal de Telecomunicaciones y Radiodifusión.
Se constituye como un espacio de diálogo permanente entre la ciudadanía y el medio de comunicación con el objetivo de garantizar el ejercicio pleno de los Derechos de las Audiencias y generar un contrapeso a los medios de radiodifusión, especialmente, Radio y Televisión. El reconocimiento de los Derechos de las Audiencias está estrechamente vinculado con el derecho humano a la comunicación, acceso a la información y libertad de opinión y de expresión.

## Antecedentes
Las Defensorías de Audiencia encuentran sus antecedentes históricos más relevantes en la figura justitie ombudsman, más conocida como ombudsman, surgida de la cultura jurídica y política de Suecia. Este vocablo tiene su origen en la lengua de las tribus germánicas medievales, referido a un agente encargado de transferir bienes de familias que afectaban a otras personas.
En 1713, el Rey Carlos XII de Suecia, ordenó la creación del Hógste Ombudsmannen, como un procurador supremo mandatado para controlar a funcionarios y, en caso de incumplimiento, llevarlos ante los Tribunales. Fue en la Constitución Sueca de 1809 cuando se positivizó como una figura encargada de equilibrar el poder del Rey, garantizar el Estado de Derecho, vigilar y supervisar la aplicación de la ley, así como proteger a los gobernados e impartirles justicia imparcial y objetiva.
Un siglo después, otros países escandinavos adoptaron dicha figura a sus Constituciones. Después se sumaron los países nórdicos, Finlandia en 1919, Dinamarca en 1953, esta extensión se llevó a otros países de Europa y finalmente, a América Latina.
El ombudsman se consolidó así como una persona encargada de recibir y tramitar los reclamos de la ciudadanía, limitar el poder gubernamental y representar al pueblo. Como aspectos generales, esta figura se estableció en la ley, era unipersonal, gozaba de autonomía funcional y presupuestaria y era nombrada por el Parlamento.
Esta figura más adelante evolucionó en ombudsmen especializados, por ejemplo el ombudsman de los consumidores, el ombudsman de libertad de empresa, el ombudsman de prensa y el ombudsman para la igualdad de género.
Por ejemplo en Estados Unidos, entre 1922 y 1960, en sus periódicos aparece la figura del defensor del lector, mientras que en 1938 en Japón incorporan un defensor de prensa.
La adopción del ombudsman en América Latina se debió a la gran influencia de la implementación de esta figura en España, que en su Constitución de 1978 se convirtió en el Defensor del Pueblo, símbolo de la democracia comprometida en la defensa de los derechos humanos y la consolidación del estado de derecho. Además, en junio de 1983 se adoptó la Declaración de Caracas, misma que sentó las bases del Instituto Latinoamericano del Ombusman.
En Colombia, el defensor del pueblo fue creado en 1982, en Argentina el ombudsman se institucionalizó en 1993, en Costa Rica en 1979, en El Salvador en 1992, en Guatemala en 1986, en Honduras en 1992, en Perú en 1980 y, finalmente, el ombudsman de la Comisión Nacional de Derechos Humanos en México se instituyó el 6 de junio de 1990.
Todas estas figuras surgieron como personas encargadas de vigilar y proteger los derechos de las y los habitantes de sus respectivos pueblos, constituyéndose como antecedentes de las Defensorías de Audiencias.
Colombia fue el primer país que instituyó la Defensoría del Televidente, a mediados de la década de los 90, a partir de ese momento las Defensorías de las Audiencias, del Público, Ouvidoria y del Televidente se han multiplicado, no obstante, es hasta la segunda década de este siglo, cuando cobran mayor relevancia en el panorama de los medios de radiodifusión.

## México

### Antecedentes en México
Al igual que otros países de América Latina, México no fue la excepción de la influencia del ombudsman sueco. En 1917, la Constitución Mexicana se convirtió en la primera constitución política y social del mundo. El antecedente más remoto del ombudsman en México, se encuentra en la Procuraduría de los Pobres del estado de San Luis Potosí de 1847, encargado de defender a los más vulnerados de injusticias por parte de autoridades. Otro de los antecedentes, podría retomarse en 1976, con la expedición de la Ley Federal de Protección al Consumidor y con ello, la Procuraduría Federal del Consumidor con la principal función de proteger los derechos de los consumidores, lo que podría catalogarse como un ombudsman especializado.
En 1978, en el estado de Nuevo León se creó la Dirección de los Derechos Humanos, encargada de realizar las gestiones para proteger los derechos fundamentales. En mayo de 1985, a petición del rector de la Universidad Nacional Autónoma de México, Dr. Jorge Carpizo, se aprobó la creación de un ombudsman universitario encargado de asegurar el cumplimiento de los derechos de las y los estudiantes.
Uno de los antecedentes más importantes lo representa el decreto del 6 de junio de 1990, por el que se constituye la Comisión Nacional de Derechos Humanos, misma que a lo largo de los años ha evolucionado y sigue vigente hasta este momento como un órgano constitucional autónomo encargado de defender, promover, estudiar y divulgar los derechos humanos reconocidos en la Constitución Mexicana, los tratados internacionales y las leyes.
En materia de radiodifusión, los antecedentes más relevantes se remontan a 2007 y 2008, con Canal Once y Canal 22, quienes incorporan la defensoría de las audiencias, mientras que Radio Educación se convierte en el primer medio en implementar al defensor del radioescucha. Más adelante, en el Instituto Mexicano de la Radio (IMER) se origina la figura de Mediador. Es importante mencionar la primera creación de la figura ombudsman en un medio comercial, MVS en 2011.
Es en 2013, cuando se lleva a cabo una Reforma Constitucional, en la que en el Artículo Décimo Transitorio se enuncia como tales a los Derechos de las Audiencias, instruyendo a que se incluyan y regulen dentro de la Ley secundaria.
En 2014, se expide la Ley Federal de Telecomunicaciones y Radiodifusión, en la que específicamente en el artículo 256 se enunciaron los Derechos de las Audiencias, en el 258 los Derechos de las Audiencias con Discapacidad y, por otro lado, los artículos 259, 260 y 261 están dedicados a constituir a las Defensorías de Audiencia.
En 2016 el Instituto Federal de Telecomunicaciones (IFT) emitió los Lineamientos Generales sobre los Derechos de las Audiencias, con el objetivo de regir la creación y operación de las distintas Defensorías. Este hecho causó controversia, principalmente entre los medios privados, por lo que su entrada en vigor se pospuso.
En 2017, hubo una contrarreforma a la regulación en materia de los derechos de las audiencias, derogando ciertas facultades al órgano regulador, es decir, el IFT, así como la supresión de ciertos derechos de las Audiencias y la incorporación del principio de autorregulación de los medios.
El 29 de agosto de 2022, la Suprema Corte de Justicia de la Nación declaró la invalidez del decreto de 2017, al estimar graves violaciones al proceso legislativo de la reforma.
Fundamentos legales
En el artículo 259 de la Ley Federal de Telecomunicaciones y Radiodifusión se establece que la Defensoría de Audiencia es una instancia con la que cuentan los concesionarios que prestan un servicio de radiodifusión encargada de recibir, documentar, procesar y dar seguimiento a las observaciones, quejas, sugerencias, peticiones o señalamientos de las personas que componen la audiencia.
A rango constitucional, la reforma de 2013, instituyó en su artículo sexto, Apartado B, fracción VI que la ley debe establecer los derechos de los usuarios de telecomunicaciones, de las audiencias, así como los mecanismos para su protección.
Las Defensorías de Audiencia surgen como una especie de contrapeso a los medios de radiodifusión, especialmente medios de radio y televisión, con el objetivo de limitar a los concesionarios de manipulaciones, actos unilaterales y arbitrarios que no consideren a su Audiencia y garanticen sus derechos.
La Defensoría de Audiencia se constituye como un espacio de diálogo permanente entre la ciudadanía y el medio de comunicación con el objetivo de garantizar el ejercicio pleno de los Derechos de las Audiencias y generar un contrapeso a los medios de radiodifusión, especialmente, Radio y Televisión.
Los derechos de las Audiencias, en el marco de reconocimiento y respeto de los derechos humanos se fundan y sostienen en los siguientes principios rectores: pro persona; universalidad; interdependencia; indivisibilidad; progresividad; no discriminación; libre acceso a la información con pluralidad, oportunidad y veracidad; libertad de expresión y difusión y el interés superior de la niñez.
Además, es importante que las Defensorías de Audiencia gocen de imparcialidad, independencia y respeto a la libertad de expresión.
Por su parte, el o la Defensora de Audiencia es la persona nombrada por cada concesionario de Radiodifusión, quien es la figura encargada de dar trámite a todos los señalamientos de la Audiencia y velar por los derechos de las Audiencias.

### Defensorías de Audiencia Mexicanas

#### Creación
El 27 de julio de 2016, la Comisión Bicamaral del Canal de Televisión del Congreso de la Unión, órgano rector de dicho canal, emitió sus Lineamientos de la Defensoría de Audiencia del Canal del Congreso, en la que instituyó todas las instrucciones para su operación, mientras que en su Código de Ética enlistó los Derechos de las Audiencias y la función del o la Defensora de Audiencia. Desde 2016, la Defensoría de Audiencia del Canal del Congreso ha trabajado, teniendo hasta el momento tres titulares, Jorge Islas López (2016-2019), Héctor Ochoa Moreno (2019-2022) y María Gabriela Ortiz Portilla (2022-2025).
La misión de la Defensoría de Audiencia del Canal del Congreso es construir una Defensoría que se mantenga en contacto permanente con la Audiencia a partir de la difusión de información en un lenguaje sencillo y concreto que permita que la ciudadanía conozca y ejerza sus derechos, convirtiéndose en un mecanismo de comunicación cercano y transparente entre la ciudadanía y el Canal del Congreso, fomentando así la formación de audiencias participativas, críticas y responsables.

#### Lineamientos
El 27 de julio de 2016, la Comisión Bicamaral del Canal de Televisión del Congreso de la Unión emitió los Lineamientos de la Defensoría de Audiencia del Canal del Congreso para el funcionamiento de su Defensoría, mismos que siguen vigentes y rigen su operación.

#### Titular
El 26 de abril de 2022, la Comisión Bicamaral del Canal de Televisión del Congreso de la Unión designó a la Mtra. María Gabriela Ortiz Portilla como Defensora de Audiencia del Canal del Congreso para un periodo de tres años, 2022-2025. La designación se llevó a cabo por medio de una convocatoria pública abierta, en la que posteriormente se realizaron comparecencias por parte de diez aspirantes al cargo.
La Mtra. María Gabriela Ortiz Portilla es Licenciada en Relaciones Internacionales por la Universidad Iberoamericana; Maestra en Derecho de las Empresas por la Universidad Anáhuac y Máster en Comunicación Política y Gobernanza por la The George Washington University.

### Sistema Público de Radiodifusión del Estado (SPR)

#### Creación
El Sistema Público de Radiodifusión del Estado (SPR), operador del Canal Catorce y las emisoras Altavoz, cuenta con su Defensoría de las Audiencias, en cumplimiento de lo dispuesto por la Ley Federal de Telecomunicaciones y Radiodifusión.
La Defensoría de las Audiencias del SPR es un espacio de diálogo entre la ciudadanía y el medio de comunicación, con el objetivo de motivar la participación ciudadana frente a su programación y estimular el ejercicio pleno de los derechos de las audiencias.

#### Lineamientos
La Defensoría de las Audiencias del Sistema Público de Radiodifusión del Estado se rige en atención al Código de Ética del Sistema Público de Radiodifusión del Estado Mexicano, la Ley del Sistema Público de Radiodifusión del Estado Mexicano y por supuesto, la Ley Federal de Telecomunicaciones y Radiodifusión.

#### Titular
Desde noviembre de 2021, el Dr. Lenin Martell Gámez funge como Defensor de las Audiencias del Sistema Público de Radiodifusión, por un periodo de tres años.
Lenin Martell Gámez es académico y coordinador del “Centro de escritura y cultura digital” en la Facultad de Ciencias Políticas y Sociales de la Universidad Autónoma del Estado de México. Es Licenciado en Periodismo y Comunicación Colectiva por la UNAM, Maestro en Estudios de Comunicación por la Universidad de Boston y Doctor en Ciencias Políticas y Sociales por la UNAM.

### UNAM

#### Creación
La figura de Defensor de Audiencia del Canal de Televisión de la Universidad Nacional Autónoma de México (TVUNAM) y RadioUNAM se creó en 2017 a petición del Coordinador de Difusión Cultural de dicha universidad, Dr. Jorge Volpi, como un compromiso con la transparencia, libertad de expresión y construcción de ciudadanía de los medios de comunicación de carácter público.

#### Lineamientos
La actuación del Defensor de Audiencia de TVUNAM y RadioUNAM se sujeta a lo establecido en el Código de Ética de Radio y TV UNAM y en los Lineamientos Generales del Defensor de la Audiencia de Radio y TV UNAM.

#### Titular
Desde el 9 de marzo de 2022, el Rector de la UNAM, a partir de una terna presentada por la Coordinación de Difusión Cultural, designó al Dr. Guillermo Montemayor Gómez como Defensor de Audiencia de TV UNAM y RadioUNAM, por un periodo de tres años.
Guillermo Montemayor es Licenciado en Ciencias y Técnicas de la Información, por la UIA plantel México, cuenta con más de 35 años de experiencia en los medios de comunicación.

### Canal Once

#### Creación
Desde 2007, Canal Once cuenta con Defensoría de Audiencia, siendo un medio precursor en la materia, su objetivo es ser una vía para la mejora continua del Canal, un mecanismo de autorregulación que representa los valores y principios rectores de la televisora.

#### Lineamientos
La Defensoría de Audiencia del Canal Once se rige con base en su Estatuto de la Defensoría de la Audiencia, en el que se incluyen los principios, naturaleza, funciones y mecanismos, así como procedimientos de la Defensoría de Audiencia.

#### Titular
Desde 2014, el Dr. Felipe Neri López Veneroni es el Defensor de Audiencia del Canal Once. Es Licenciado en Ciencias de la Comunicación por la UNAM, Maestro y Doctor en Teoría Política y Social por la Universidad de Cambridge.